# Эпанаева, Анастасия Васильевна
Анастаси́я Васи́льевна Эпана́ева (в девичестве — Иса́ева) (23 ноября 1911, Исаенки, Уржумский уезд, Вятская губерния, Российская империя — 14 февраля 1981, Волжск, Марийская АССР, РСФСР, СССР) — советский педагог. Директор Обшиярской (1941―1946), Эмековской (1946―1952), Карайской (1952―1956), учитель русского языка и литературы и завуч по учебно-воспитательной работе Помарской средней школы Волжского района Марийской АССР (1956―1970). Заслуженный учитель школы РСФСР (1960). Член ВКП(б) с 1951 года.

## Биография
Родилась 23 ноября 1911 года в д. Исаёнки ныне Сернурского района Марий Эл в крестьянской семье.
Училась в Малмыжском педагогическом техникуме национальных меньшинств Кировской области, но в 1928 году была исключена как дочь нэпмана. В 1939 году заочно окончила Кузнецовское педагогическое училище Медведевского района Марийской АССР, в 1940 году ― Йошкар-Олинское педагогическое училище, в 1941 году ― Марийский педагогический институт имени Н. К. Крупской.
Работала учителем в школах Йошкар-Олинского района Марийской автономной области, Уральской области, с. Ронга Марийской АССР. С 1937 года ―  в Волжском районе МАССР: учитель, с 1941 года ― директор Обшиярской, с 1946 года ― Эмековской, с 1952 года ― Карайской школ; в 1956―1970 годах ― учитель русского языка и литературы, завуч по учебно-воспитательной работе Помарской средней школы. Участвовала в исследовательской работе Института национальных школ РСФСР на базе Помарской средней школы: под её руководством учителя начальных классов составляли, а институт издавал методическую литературу, сборники диктантов и изложений. Известность получил её учебник по русскому языку для вторых классов марийских школ, вышедший в свет в 1957 году в Маркнигоиздате и впоследствии неоднократно переиздававшийся в 1960―1970-е годы.
В 1951 году вступил в ВКП(б). В 1970 году вышла на пенсию.
За заслуги в области образования в 1960 году ей присвоено почётное звание «Заслуженный учитель школы РСФСР». Награждена орденом «Знак Почёта», медалями, в том числе медалью «За трудовую доблесть», а также Почётной грамотой Президиума Верховного Совета РСФСР.
Скончалась 14 февраля 1981 года в Волжске Марийской АССР.

## Признание заслуг
- Заслуженный учитель школы РСФСР (15 ноября 1960)[5]
- Орден «Знак Почёта» (1950)[5]
- Медаль «За трудовую доблесть» (1949)[5]
- Медаль «За доблестный труд в Великой Отечественной войне 1941—1945 гг.» (1946)[5]
- Медаль «Тридцать лет Победы в Великой Отечественной войне 1941—1945 гг.»[5]
- Почётная грамота Президиума Верховного Совета РСФСР (1960)[10]

## Память
Фотодокументальные материалы из личного архива А. В. Эпанаевой хранятся в Волжском краеведческом музее.